# Папазоглу Наталія Миколаївна
Наталія Миколаївна Папазоглу (гаг. Natalya Popazoglu; 11 квітня 1983, Калуш) — українська гагаузька співачка, авторка пісень.  

## Життєпис
Дідусь Наталії — Василь, разом зі своєю рідною сестрою Стефою, були змушені втікати з рідних місць Буджака (Південна Бессарабія) під час Голодомору 1946-47 років.  
Закінчила хіміко-технологічний технікум за спеціальністю «комерційна діяльність та товарознавство»,  Тернопільську академію народного господарства за спеціальністю «менеджмент зовнішньоекономічної діяльності» та вокальне відділення інституту мистецтв при університеті ім. Б. Грінченка.
У період з 2000 по 2013 рік брала участь і займала призові місця на всеукраїнських та міжнародних вокальних конкурсах: «Захід 21», «Золотий тік», «ВКМ – 2010», «На хвилях Світязя», «Нова хвиля», «My world - Art». 
З 2010 працює у складі «РадіоБенду Олександра Фокіна».
Учасниця 6-го сезону проєкту X-Фактор.
Представляла Україну на Пісенному конкурсі Тюркбачення- 2020, де здобула перемогу з піснею «Tikenli yol». З перемогою її привітав міністр закордонних справ України Дмитро Кулеба.

## Сінгли
- 2017 — Відбитки
- 2017 — Добрий ранок, Україно